# Sebastes auriculatus
Sebastes auriculatus är en fiskart som beskrevs av Girard, 1854. Sebastes auriculatus ingår i släktet Sebastes och familjen kungsfiskar. Inga underarter finns listade i Catalogue of Life.